# 朱筠

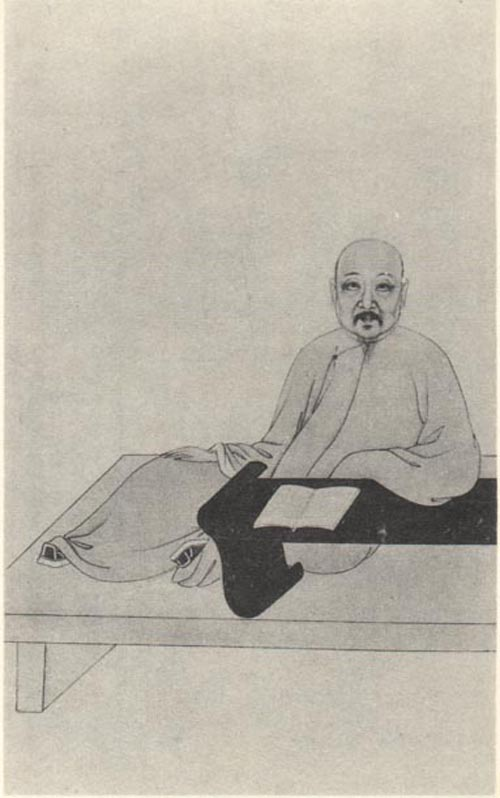
朱筠

朱 筠（しゅ いん、1729年 - 1781年）は、中国清代の儒学者。字は美叔。号は竹君・笥河。朱珪の兄。

## 略歴
本貫は順天府大興県であるが、実際の誕生地は父の任地である西安府盩厔県であった。9歳の時に本籍地の順天府に戻り弟の朱珪とともに読書と経文に精通した。乾隆19年（1754年）の進士。編修・賛善・侍読学士・日講起居注官などの官職を経て、乾隆35年（1770年）に福建郷試正考官となり、翌年には安徽の学政提督となる。
永楽大典の中から著述や記録に備えるために、若干部分を抜粋浄書すべきであると上奏し、その提案が採用されて編纂事業が始められた。後に『四庫全書』の編纂にたずさわり、乾隆44年（1779年）には福建の学事政策を司る。
朱筠は博聞にして広い範囲で読書をし、李威・洪亮吉・武億・黄景仁・呉鼒などの弟子がいた。著書に『笥河集』36巻がある。